# Dimítrios Máximos
Dimítrios Máximos (en grec moderne: Δημήτριος Μάξιμος) est un banquier et un homme politique grec.

## Biographie
Né en 1873 dans le nome d'Achaïe dans la famille de l'ancien maire de Patras Andréas Lóndos (el), il commence sa carrière dans le milieu bancaire. Entre 1933 et 1935, il devient ministre des Affaires étrangères du gouvernement de Panagís Tsaldáris.
En 1947, il devient Premier ministre d'un gouvernement de coalition dont les deux vice-présidents sont les adversaires politiques Sophoklís Venizélos et Konstantínos Tsaldáris.
Il meurt en 1955. Son neveu Geórgios Ikonomópoulos (el) a également été ministre.
Sa maison à Athènes, la Villa Máximos, rachetée par l'État en 1952, est depuis 1982 la résidence officielle du Premier ministre.